# Chrysometa fuscolimbata
Chrysometa fuscolimbata là một loài nhện trong họ Tetragnathidae.
Loài này thuộc chi Chrysometa. Chrysometa fuscolimbata được miêu tả năm 1958 bởi Archer.